# Latvijas kauss 2017
La Coppa di Lettonia 2017 (in lettone Latvijas kauss) è stata la 76ª edizione del torneo (la 23ª dall'indipendenza), che si gioca a eliminazione diretta. 
La competizione, iniziata il 28 maggio 2017, è tornata a disputarsi in un unico anno solare e si è conclusa il 18 ottobre 2017. Il Liepāja ha vinto la coppa per la prima volta nella sua storia, battendo in finale il Riga FC, già finalista nell'edizione precedente.

## Primo turno
Partecipano al primo turno 24 squadre della 2. Līga 2017, il terzo livello del campionato lettone di calcio. I sorteggi sono stati effettuati il 24 maggio 2017.
| Squadra 1         | Risultato       | Squadra 2        |
| ----------------- | --------------- | ---------------- |
| 28 maggio 2017    |                 |                  |
| Cēsis             | 0 – 3           | Karosta          |
| 31 maggio 2017    |                 |                  |
| FK Sirius         | 0 – 2           | Pļaviņas/DM      |
| 2 giugno 2017     |                 |                  |
| JFC Dobele        | 1 – 0           | Ludzas/NSS       |
| FK Talsi/Laidze   | 3 – 1           | Roja/Kolka       |
| 3 giugno 2017     |                 |                  |
| FK Balvi          | 5 – 0           | Limbaži          |
| 4 giugno 2017     |                 |                  |
| FK Nīca           | 0 – 1           | Caramba Rīga     |
| Bauskas/SC Mēmele | 0 – 3           | Gulbene          |
| FK Salacgrīva     | 0 – 10          | Ogres NSC        |
| FK Traktors       | 1 – 1 (4-3 dtr) | Salaspils        |
| 5 giugno 2017     |                 |                  |
| Upesciems         | 2 – 0           | New Project      |
| Alberts FK        | 1 – 2           | Monarhs/Flaminko |
| 11 giugno 2017    |                 |                  |
| Kuldīga           | Canc.           | SK Super Nova    |

## Secondo turno
Partecipano al secondo turno le 12 squadre vincenti del turno precedente, più altre 6 squadre di 2. Līga e le 14 squadre di 1. Līga 2017, il secondo livello del campionato lettone di calcio. I sorteggi, insieme alla definizione della griglia per i turni successivi, sono stati effettuati il 6 giugno 2017.
| Squadra 1        | Risultato | Squadra 2           |
| ---------------- | --------- | ------------------- |
| 10 giugno 2017   |           |                     |
| Kuldīga          | 5 – 1     | Saldus/Brocēni BJSS |
| 11 giugno 2017   |           |                     |
| Caramba Rīga     | 4 – 5     | Grobiņa             |
| 18 giugno 2017   |           |                     |
| Pļaviņas/DM      | 2 – 1     | AFK Aliance         |
| Gulbene          | 1 – 5     | Karosta             |
| 19 giugno 2017   |           |                     |
| Staiceles Bebri  | Canc.     | Smiltene            |
| BFC Daugavpils   | Canc.     | JDFS Alberts        |
| FK Talsi/Laidze  | Canc.     | Auda Ķekava         |
| Tukums 2000      | Canc.     | JFC Dobele          |
| Jūrnieks         | 3 – 0     | BFK Salaspils       |
| 20 giugno 2017   |           |                     |
| Valmiera         | 8 – 0     | FK Priekuļi         |
| 22 giugno 2017   |           |                     |
| Ogres NSC        | 0 – 3     | Rēzeknes FA         |
| Lielupe          | 1 – 8     | Jēkabpils/JSC       |
| 25 giugno 2017   |           |                     |
| Monarhs/Flaminko | 6 – 1     | FK Balvi            |
| RTU Riga         | 6 – 1     | Ogre                |
| FK Traktors      | 0 – 6     | Preiļu              |
| 26 giugno 2017   |           |                     |
| Upesciems        | Canc.     | Olaine              |

## Terzo turno
Partecipano al terzo turno le 16 squadre vincenti del turno precedente.
| Squadra 1        | Risultato | Squadra 2       |
| ---------------- | --------- | --------------- |
| 1º luglio 2017   |           |                 |
| Rēzeknes FA      | 0 – 2     | BFC Daugavpils  |
| Kuldīga          | 0 – 7     | Olaine          |
| Jūrnieks         | 2 – 5     | Jēkabpils/JSC   |
| Karosta          | 5 – 3     | FK Talsi/Laidze |
| Valmiera         | 2 – 1     | RTU Riga        |
| Grobiņa          | Canc.     | Staiceles Bebri |
| 2 luglio 2017    |           |                 |
| Preiļu           | 6 – 0     | Pļaviņas/DM     |
| Monarhs/Flaminko | 12 – 0    | JFC Dobele      |

## Quarto turno
Partecipano al quarto turno le 8 squadre vincenti del turno precedente e le 8 squadre della Virslīga 2017.
| Squadra 1        | Risultato   | Squadra 2        |
| ---------------- | ----------- | ---------------- |
| 7 luglio 2017    |             |                  |
| Grobiņa          | 0 – 2       | Spartaks Jūrmala |
| 8 luglio 2017    |             |                  |
| Olaine           | 0 – 4 (dts) | RFS Riga         |
| Karosta          | Canc.       | Babīte           |
| Valmiera         | 0 – 3       | Metta/LU         |
| 9 luglio 2017    |             |                  |
| Jēkabpils/JSC    | 0 – 8       | Jelgava          |
| Preiļu           | 0 – 5       | Riga FC          |
| Monarhs/Flaminko | 1 – 9       | Ventspils        |
| 10 luglio 2017   |             |                  |
| BFC Daugavpils   | 0 – 1       | Liepāja          |

## Quarti di finale
| Squadra 1         | Risultato       | Squadra 2 |
| ----------------- | --------------- | --------- |
| 16 agosto 2017    |                 |           |
| Ventspils         | 1 – 2           | Liepāja   |
| Karosta           | 0 – 7           | RFS Riga  |
| 17 agosto 2017    |                 |           |
| Spartaks Jūrmala  | 1 – 0 (dts)     | Metta/LU  |
| 13 settembre 2017 |                 |           |
| Riga FC           | 2 – 2 (5-3 dtr) | Jelgava   |

## Semifinali
| Squadra 1         | Risultato   | Squadra 2        |
| ----------------- | ----------- | ---------------- |
| 20 settembre 2017 |             |                  |
| Liepāja           | 4 – 1       | RFS Riga         |
| Riga FC           | 2 – 1 (dts) | Spartaks Jūrmala |

## Finale
| Arbitro: | Andris Treimanis |

|                    |           |  |
| Karašausks 3’, 42’ | Marcatori |  |